# Лимонный торт
«Лимо́нный торт» (груз. ლიმონის ტორტი) — советский короткометражный фильм, киностудия «Грузия-фильм», 1977, комедия. Пятая новелла из цикла короткометражных фильмов о весёлых приключениях трёх дорожных мастеров.

## Сюжет
Дорожные мастера Абессалом, Бесо и Гигла решают полакомиться на десерт лимонным тортом и выпить чаю. Проезжающий недалеко водитель грузовика предлагает им вина из цистерны, но друзья отказываются, так как они на работе. Затем проезжающий мимо пьяный велосипедист-винодел давит их торт колесом своего велосипеда. Абессалом, Бесо и Гигла избивают велосипедиста и отбирают у него бочонок с чачей. Тут приезжают милиционеры на мотоцикле с побитым велосипедистом, который обвиняет дорожных мастеров в ограблении с целью напиться. Друзей забирают в вытрезвитель, где доктор не хочет верить в то, что чачу они не пили, а вылили из бочонка. К счастью, директор близлежащего винзавода вскоре забирает Абессалома, Бесо и Гиглу на разгрузку винограда, так как на заводе не хватает сотрудников. Во время работы друзья падают в резервуар с вином, откуда вылезают пьяными и начинают петь песни. Приехавшие врачи забирают их обратно в вытрезвитель.

## В ролях
- Кахи Кавсадзе
- Баадур Цуладзе
- Гиви Берикашвили
- Г. Грдзелишвили
- Джими Ломидзе
- Абессалом Лория